# アクメ・コーポレーション
アクメ・コーポレーション（Acme Corporation）とは、特にワーナー・ブラザース製作のカートゥーンに繰り返し登場する架空の企業。『ワイリー・コヨーテとロード・ランナー』のアニメ短編ではお約束のギャグとなっている、ここぞという最悪のタイミングで故障したり破滅的な逆効果が起こる奇妙な製品を扱っているのが特徴である。
ワーナー・ブラザースのカートゥーン以外にも、映画、テレビのシリーズ番組、コマーシャルやコミックストリップでも普遍的な社名として使用されている。
アクメという言葉は「最高潮、頂点、最上の」と言う意味のギリシャ語（ακμή:英語の翻字はakmē）から来ているため、上記の『ロード・ランナー』シリーズにおけるこの社名は皮肉にもなっている。
日本語訳では単に「アクメ」や「アクメ印」と表記されたり、エピソードによっては注釈などの説明が無かったりする。

## 由来

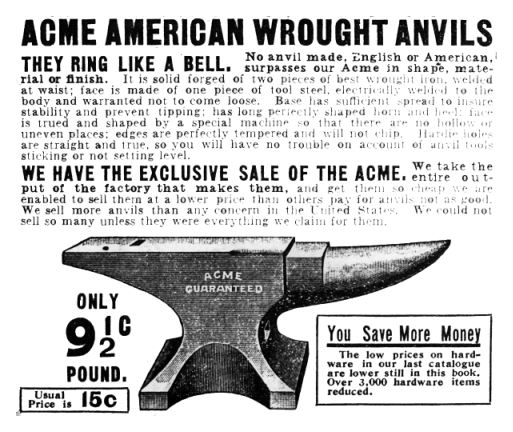
現実世界でのアクメかなとこの広告

アクメは「頂点」を意味するため、最高の商品であることを表わすため実際に使われることがあった。初期の国際的な「アクメ」ブランドには、1870年代半ば以降にJ Hudson＆Coによって作られたホイッスル「アクメ・シティ」があり、その後「アクメ・サンダラー」や1895年にはアクメ・サイレンも作られた。イエローページのようなアルファベット順の電話帳が普及した1920年代には、アクメという言葉を社名に入れることが人気になった。Aから始まる会社は電話帳の最初のほうに掲載される上に、「最高」という意味もあったからである。当時アクメと名づけられた会社は巷にあふれ、Acme Brick、Acme Markets、Acme Bootsなど、幾つかは今日でも生き残っている。初期のシアーズのカタログには、ワーナー・ブラザースのカートゥーンに何度も登場するかなとこを含め「アクメ」の商標を持つ製品がいくつも載っていた。
ワーナー・ブラザースのアニメーターであるチャック・ジョーンズは、アクメという名前をつけるのが流行っていたので採用したと語っている。
アクメという名前はまた、当時のロサンゼルスの人々にとってもう一つの含みがあった。ワーナー・ブラザースのカートゥーンが製作されている間、ロサンゼルスの信号機はアクメ・トラフィック・シグナル社によって製造されていたが、この信号は小さな赤と緑の光に「停止」と「進め」の腕木信号を組み合わせたものだった。鐘は今日の信号機で使われる黄色い光の役割を果たし、信号が変わるタイミングで5秒間鳴り響いていた。アクメの腕木信号機があると、この鐘が鳴り響いて車が発進し甲高いタイヤの音を立てるなど、視覚的なおもしろみが多く喜劇的な効果を持つため、ワーナー・ブラザースの『ルーニー・テューンズ』と『メリー・メロディーズ』でよく使われている。
アクメが、「あらゆる物を作る会社(A Company Making Everything)」「アメリカの会社があらゆる物を作る(American Companies Make Everything)」「あらゆる物を製造するアメリカ企業(American Company that Manufactures Everything)」といった意味の頭字語(ACME) だとするのは間違いである。

## フィクションでの描写
アクメ・コーポレーションは『ロード・ランナー』では、明示こそされないものの、どれだけ手が込んでいたり大げさであっても、想像しうるあらゆるタイプの製品を生産するコングロマリットのような企業として描かれる。ただしそのほとんどが決してキャラクターの期待通りには機能しない（一部の製品は機能しすぎてコヨーテに対して逆効果になる）。『ロード・ランナー』シリーズの『ミッミッ』では、フェアフィールド郡区（ニュージャージー州）に拠点を置く「Acme Rocket-Powered Products,Inc.」として登場する。その製品の多くはワイリー・コヨーテのため特別に製造されているようで、例えば「ロードランナーつまずき用」という但し書きのアクメ巨大輪ゴムといった製品がある。
彼らの製品には多くの改善点が残っているものの、アクメの配送サービスだけは他社のつけいる余地がない。ワイリーは単にメールボックスに注文を入れる（または映画『ルーニー・テューンズ:バック・イン・アクション』のようにWebサイトで注文を入力する）だけで、数秒以内にその製品を入手してしまう。 

## 登場する作品

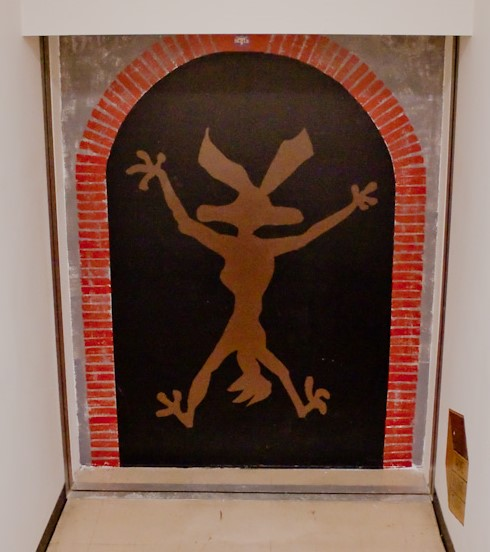
「アクメ簡易トンネル」に入ろうとして激突したワイリー・コヨーテの壁画。マサチューセッツ工科大学のロッチ図書館の壁

「アクメ」の名前は、膨大な数のアニメや漫画、『アイ・ラブ・ルーシー』初期エピソードなどのテレビ番組、バスター・キートンの無声映画『隣同士』(1920)やハロルド・ロイドの『豪勇ロイド』(1922)など無声時代以降の映画に至るまで、一般的な会社名として使用されている。
特にキャラクターとしてのワイリー・コヨーテを参照している例には次のものがある。

### アニメ、テレビ番組
- 1988年のディズニー/タッチストーンとアンブリン・エンターテインメントによる映画『ロジャー・ラビット』はアクメ社内の仕組みを詳細に説明しようとした。映画のあらすじは、アクメ社の創設者マービン・アクメ（声:スタッビー・ケイ）の殺害が中心になっている。映画の様々な場面でアクメ製品が関わっており、設定では映画のクライマックスの場面はアクメ社倉庫である。
- 『タイニー・トゥーンズ』シリーズはアクメ社の影響力をくわしく説明しており、シリーズ全体の設定が「アクメ・エーカー」と呼ばれる街で起こる出来事で、作中の若き主人公が通うのも「アクメ・ルーニバシティ」である。あるエピソードで、コヨーテはアクメ社を訴え、安全でない製品を製造していると非難した[6]。しかし、裁判でアクメの代理人は「適切に使用されていれば」製品は危険ではないと主張する。例えば、コヨーテは自分自身をアクメ・カタパルトから射出するために巻き取り式のロープを切断して失敗したが、アクメの代理人によれば、本来は単にレバーを引くだけでよかった。
- この会社は『アニマニアックス』でも、「天才!!アインシュタイン博士おいしいクッキーい・か・が??（原題:Cookies for Einstein)」からのアクメ・ソングや、アクメ・ラボにあるピンキー&ブレインの自宅などが作中に登場する。
- 2003年の映画『ルーニー・テューンズ:バック・イン・アクション』ではアクメ・コーポレーションが大きな敵である。アクメ社の本社も描かれており、その役員である悪漢ミスター・ルーサー・チェアマン（声:スティーヴ・マーティン）率いる多国籍企業であることが判明する。
- 『ルーナティクス・アンリーシュド』シリーズは、アクメトロポリス(Acmetropolis)内で出来事が展開しているという設定である。
- 『アニマニアックス』の長編作品『Wakko's Wish』[注釈 1]では、ワーナー兄弟姉妹やその他登場人物がアクメ・フォールズの村に住んでいる。
- デヴィッド・オライリーの短編映画『External World』では、障害を負った漫画キャラクターのためのディストピアな引退施設がアクメ・リタイアメント・キャッスルとして特集されている。
- 2015年のOVA『Looney Tunes: Rabbits Run』では、アクメが百貨店として描かれている。
- 2018年8月、ワーナー・ブラザースはクリス・マッケイ監督でJon&Josh Silbermanが脚本を完成させたアニメ映画『コヨーテVs.アクメ』を製作中と発表した[7]。

### 音楽
- Bell X1の曲「One Stringed Harp」にはこんな歌詞が含まれている。「ワイリー・コヨーテみたいに/落下が十分でないとしても/アクメからの粗悪品たち/彼らは不愉快な代物を手に入れた」
- ブラジルのスラッシュメタルバンドChakalは1990年のアルバム『The Man Is His Own Jackal』から「アクメ・デッドエンド・ロード」という曲を発表している。この曲は『ロードランナー』で重要な音「ビーッ、ビーッ(Beep, beep)」で始まる[8]。

### 法律
- ジョーイ・グリーンはワイリー・コヨーテがアクメ社に対してPL法をもとに起こした訴訟を扱った架空の記事「Cliff-Hanger Justice」を書いて、雑誌『National Lampoon』の1982年8月、9月、10月号の3部に掲載された[9]。
- イアン・フレイザー（英語版）は、架空の訴状「コヨーテVS.アクメ」を書いた。これは『ザ・ニューヨーカー』で発表され[10]、最終的に短編フィクション作品集のタイトル作品になった。

### その他
- CPANは「Acme::」という名前空間を提供している、これはPerlプログラミング言語にとってユーモラスで、役立たずで、抽象的なモジュールを大量に含んでいる。「偉大なる全ての不条理なシステム作成者：ワイリー・コヨーテ(Wile E. Coyote)に敬意を表して」命名された[11]。